# Marie-Christine Lombard
Marie-Christine Lombard (1958) is een Franse zakenvrouw. Sinds oktober 2012 is zij Algemeen Directeur van de logistiekgroep Geodis.

## Biografie
Marie-Christine Lombard behaalde in 1981 haar MBA aan de Franse ESSEC Business School. Ze begon vervolgens haar carrière in de Verenigde Staten als Hoofd Merchandising bij de warenhuisketen Lord & Taylor.
Van 1983 tot 1986 is ze verantwoordelijk voor de afdeling multinationals van de Chemical Bank in New York.
Vervolgens werkte ze voor de bank Paribas, van 1986 tot 1988 op de afdeling Corporate Finance, daarna voor de afdeling Mergers and Acquisitions (1988-1991). In 1991 benoemde Paribas haar tot Regional Delegate International Mergers & Acquisitions, een functie die ze tot 1992 vervulde. Daarnaast was ze ook onderdirecteur van Paribas Lyon (1991-1993).
In 1993 verruilde ze Paribas voor de TNT Post Groep (TPG – vanaf 2005 omgedoopt in TNT NV), eerst als CFO van Jet Services Group, waarna ze in 1999 werd gepromoveerd tot CEO en vervolgens Chairman en CEO van deze TPG dochteronderneming, die in 2002 de nieuwe naam TNT Express France kreeg. In 2004 werd ze benoemd tot Group Managing Director van TNT Express en lid van de Raad van Bestuur van TNT. In mei 2011 wordt Marie-Christine Lombard CEO van TNT Express NV, totdat ze het bedrijf in september 2012 verliet.
In oktober 2012 werd ze benoemd tot Algemeen Directeur van Geodis.
Marie Christine Lombard stond in 2011 op de 20e plaatst van de Top 25 van machtigste vrouwen van corporate Nederland en in 2012 op de 27e plaats in de Top 50.

## Onderscheidingen
- Ridder in het Franse Legioen van Eer[6]